# چرون برگ
چرون برگ (به بلغاری: Cherven Breg) یک منطقهٔ مسکونی در بلغارستان است که در شهرستان دوپنیتسا واقع شده‌است.